# Ristocétine
La ristocétine est un antibiotique produit par Amycolatopsis lurida utilisé jadis pour traiter les infections à staphylocoques. Son utilisation thérapeutique a été abandonnée car elle provoque des thrombopénies ainsi que l'agrégation plaquettaire. Elle est à présent utilisée uniquement pour doser ces fonctions in vitro pour diagnostiquer des affections telles que la maladie de Willebrand ou le syndrome de Bernard-Soulier. L'agrégation plaquettaire induite par la ristocétine ne peut se produire qu'en présence de multimères du facteur de von Willebrand, de sorte que les plaquettes ne s'agrégeront pas significativement si de la ristocétine est introduite dans du sang appauvri en facteurs de von Willebrand.
La ristocétine conduit le facteur de von Willebrand à se lier à son récepteur plaquettaire, la glycoprotéine Ib (en) (GpIb), de sorte que, lorsqu'elle est introduite dans du sang sain, elle provoque l'adhésion des plaquettes au sous-endothélium.
Dans certains types de maladies de von Willebrand (types 2B et plaquettaire), même de très petites quantités de ristocétine provoquent l'agglutination des plaquettes dans du plasma riche en plaquettes prélevé chez ces patients. Ce paradoxe s'explique par les mutations des multimères de facteur de von Willebrand à haut poids moléculaire qui se lient plus étroitement à leurs récepteurs sur les plaquettes (les chaînes alpha de la glycoprotéine Ib). Dans la maladie de von Willebrand de type 2B, la mutation affecte le facteur de von Willebrand (gène VWF) tandis que, dans le type plaquettaire, c'est la glycoprotéine GpIb qui est l'objet d'une mutation. La liaison plus étroite entre les facteurs de von Willebrand et leurs récepteurs GpIb provoque la maladie de von Willebrand car le plasma s'appauvrit en multimères de facteur de von Willebrand à haut poids moléculaire, lesquels se fixent sur leurs récepteurs plaquettaires. Ainsi, avec du plasma pauvre en plaquettes, le dosage par la ristocétine ne fera pas agréger les plaquettes témoins (c'est-à-dire les plaquettes de donneurs sains fixées dans le formol), de façon semblable à ce qu'on observe pour les autres types de maladies de von Willebrand.
Dans toutes les formes de dosage par la ristocétine, les plaquettes sont préalablement fixées dans le formol afin d'empêcher les facteurs de von Willebrand stockés sur les plaquettes d'être libérés et de participer à l'agrégation plaquettaire, ce qui permet de ne doser que les multimères à haut poids moléculaire présents dans le plasma.